# Borrelia
A Borrelia a spirochaeta baktériumok egyik nemzetsége. Borreliózist, azaz Lyme-kórt okozó, zoonotikus baktériumok tartoznak ide; a fertőzés vektorai jellemzően kullancsok és tetvek, fajtól függően. 36 faja ismeretes.

## Lyme-kór
A 36 ismert Borrelia-fajból 12 bizonyult a Lyme-kór okozójának. A kullancsokkal terjedő Lyme-kór főbb okozói a Borrelia burgdorferi, a Borrelia afzelii, a Borrelia garinii és a Borrelia valaisiana.

## Genetika
A Borrelia génusz valamennyi megvizsgált faja egy kb. 900 kilobázispár hosszúságú, lineáris kromoszómával és nagyszámú, lineáris és/vagy körkörös, 5-220 kilobázispár méretű plazmiddal rendelkezik. Eddig a B. burgdorferi, B. garinii, B. afzelii, B. duttonii és B. recurrentis genomja került szekvenálásra. A háztartási gének túlnyomó többségét tartalmazó kromoszómák géntartalma és felépítése meglehetősen állandó a génuszon belül. Sokkal változékonyabbak a plazmidok, melyek a Borrelia ízeltlábú és gerinces gazdaállataival kölcsönhatásba lépő, differenciálisan expresszált felületi fehérjéket kódolják. A B. burgdorferi típustörzsét, a strain B31-et tanulmányozták a leginkább részletekbe menően; ez 12 lineáris és 9 körkörös plazmidot tartalmaz, amik együttesen kb. 612 kilobázispárt tesznek ki. A plazmidok, más bakteriális plazmidokhoz képest szokatlan módon számos paralóg szekvenciával, nagy számú pszeudogénnel és egyes esetekben létfontosságú génekkel rendelkeznek. Ráadásul, némely plazmid olyan tulajdonságokkal rendelkezik, ami arra utal, hogy ezek profágok. Felfedeztek némi korrelációt a genomtartalom és a patogenitás között, a jövőben a komparatív genomanalízis eredményeket hozhat ezen a területen.